# Nina Trofimova (cyclisme)
Nina Trofimova, née en 1944 à Balashovsky dans l'Oblast de Saratov en Russie est une ancienne coureuse cycliste soviétique. Médaillée de bronze au championnat du monde sur route en 1969 à Zolder.

## Palmarès

### Championnats du monde
- 1964 Sallanches
  - 9e de la course en ligne
- 1966 Nürburgring
  - 6e de la course en ligne
- 1967 Heerlen
  - 15e de la course en ligne
- 1968 Imola
  - 7e de la course en ligne
- 1969 Zolder
  -  Médaillée de bronze de la course en ligne
- 1970 Leicester
  - 4e de la course en ligne
- 1972 Gap
  - 10e de la course en ligne
- 1973 Montjuich
  - 15e de la course en ligne

### Autre
- 1973
  - 2e du championnat Soviétique sur route